# Плевромутилин
Плевромутилин и его производные — дитерпеновые антибиотики, которые производятся Clitopilus passeckerianus и другими грибами.
Плевромутилин был открыт в 1950 году, и к этому классу антибиотиков относятся лефамулин, ретапамулин, одобренный для наружного применения в 2007 году, и ветеринарные препараты тиамулин (1979) и вальнемулин (1999).

## Механизм действия
Взаимодействует с 50S бактериальной рибосомы.